# Lapátcsőrű réce
A lapátcsőrű réce (Malacorhynchus membranaceus) a madarak osztályának lúdalakúak (Anseriformes) rendjébe a récefélék (Anatidae) családjába tartozó Malacorhynchus nem egyetlen faja.

## Előfordulása
Ausztrália bennszülött madara. Főként Ausztrália délkeleti részén fordul elő, továbbá egy kisebb populációja Délnyugat-Ausztráliában él.
A vízállástól függően sokat vándorol.

## Megjelenése
Testhossza 38-40 centiméter. A zömök testalkatú, barnás madár legfurcsább jellemzője szürke csőre; ez hosszabb, mint a feje, és viszonylag széles is; előrefelé kanálszerűen kiszélesedik. Csőrének mindkét oldalán egy húsos rojt lóg. Arca fehér, de szeme körül egy nagy, sötétbarna folt van. A sötét szemfolt szalagként fut tovább a tarkón és a nyakon, fejtetője világos szürkésbarna. 
A szemfolt és a nyak hátsó részének szögletében kicsi, rózsaszín folt található, amely azonban nem feltűnő, csak közelről látszik igazán. A madár erről a tulajdonságáról kapta német és angol nevét is.
Hátának tollazata világosbarna. Hasa és oldala élénk, sötétbarna keszetcsíkokkal borított, lába és csőre szürke.
A nemeket alig lehet megkülönböztetni egymástól.
A hím hangja szokatlan a récék között, ugyanis cincogó csipogásra hasonlít.
|  |  |

## Életmódja
Táplálékkereséskor a sekély vízben úszik vagy gázol, majdnem teljesen vízbe merített csőrével átszűri a felszínt, alkalmanként fejét teljesen a vízbe meríti vagy le is bukik.
Tápláléka algákból és kis víziállatokból áll.

## Szaporodása
A párkapcsolatok egy életre szólnak. 
A költési időszak bármely évszakban bekövetkezhet, naptári időpontoktől függetlenül, csak a táplálékukat adó vizek szintjétől függ: az emelkedő vízszint váltja ki a költési magatartást.
A tojásokat csak a legmagasabb vízállás után rakják le, amikor a vízszint már süllyedni kezd. Ekkorra fejlődnek ki ugyanis a táplálékukat adó vízirovarok, főleg szúnyoglárvák, amivel a fiókák táplálkozhatnak.